# موزه مشاغل و آزادی
موزه مشاغل و آزادی (استونیایی: Okupatsioonide muuseum) یک موزه تاریخی و یادبود در شهر تالین، استونی است که در سال ۲۰۰۳ تأسیس شده است.
این موزه مربوط به دوره سال‌های ۱۹۴۰ تا ۱۹۹۱ و اشغال استونی توسط آلمان نازی و سپس شوروی است.

## نگارخانه

Facade of the museum (2019)
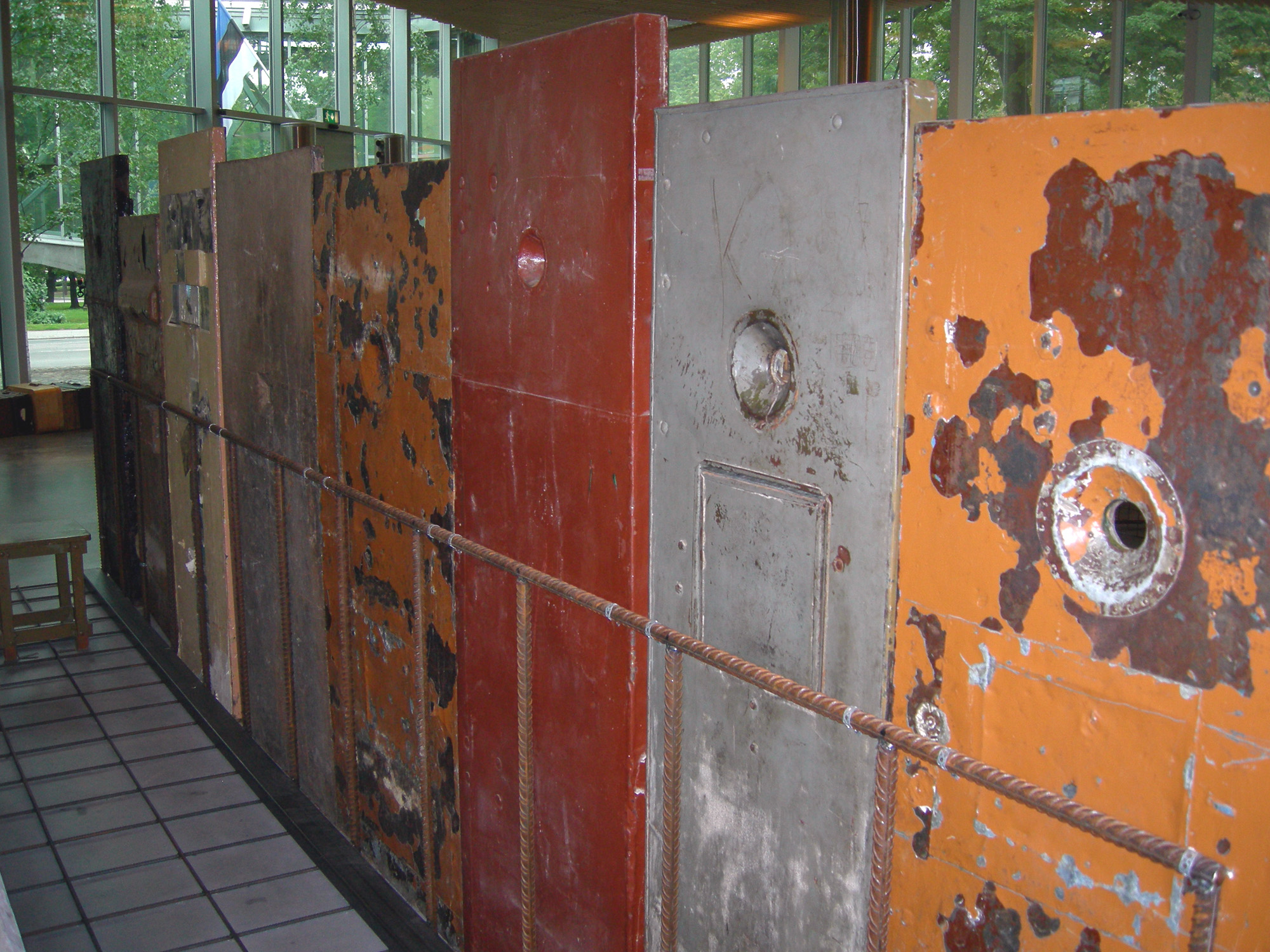
Soviet prison doors on display.
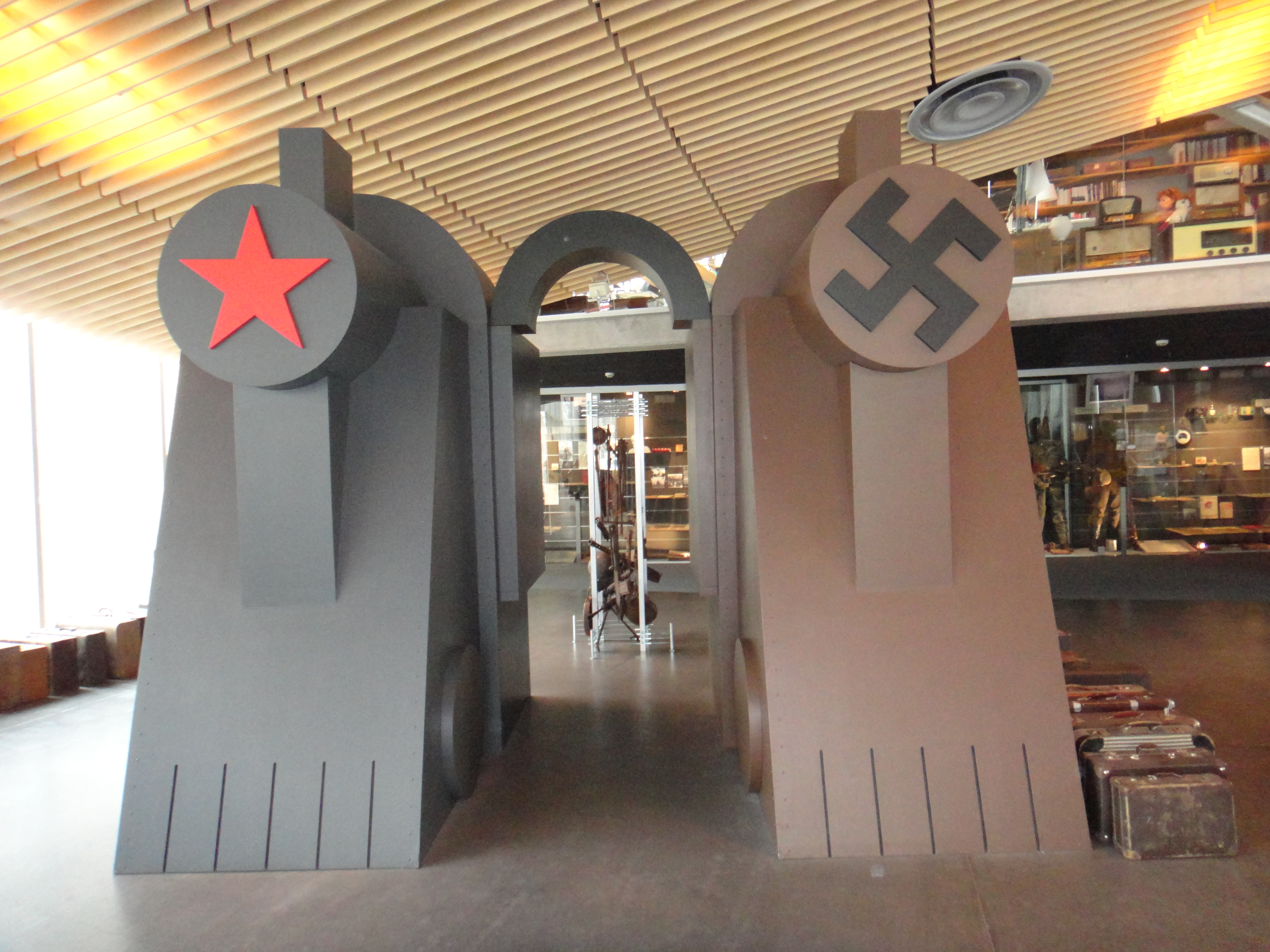
Soviet and Nazi exhibit in the museum.
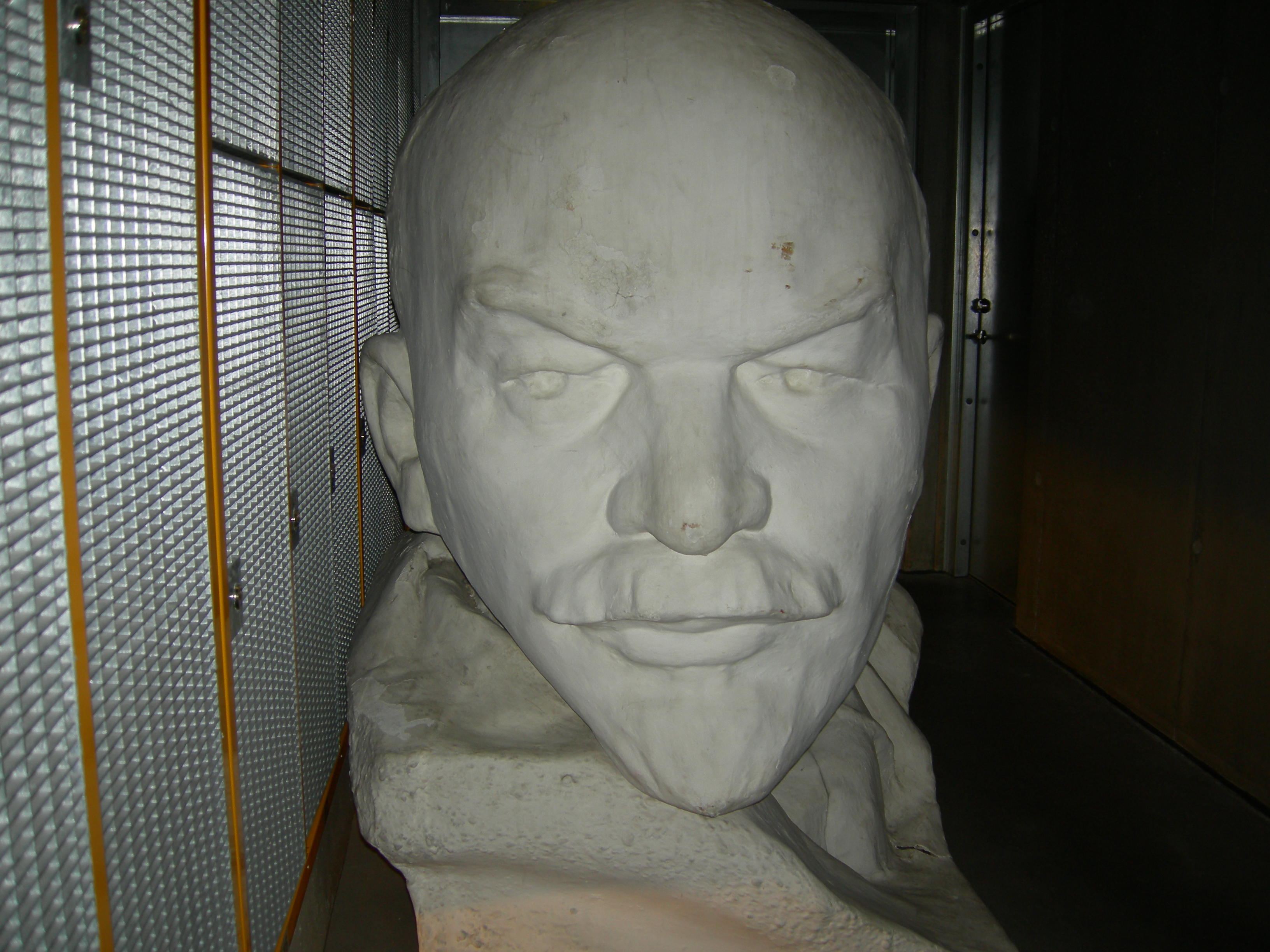
Head of Lenin statue in the museum basement.